# Edgar James Kingston McCloughry
Edgar James Kingston McCloughry, avstralski častnik, vojaški pilot in letalski as, * 10. september 1896, † 15. november 1972.  	
Stotnik McCloughry je v svoji vojaški karieri dosegel 21 zračnih zmag.

## Odlikovanja
- Distinguished Service Order (DSO)
- Distinguished Flying Cross (DFC) s ploščico